# Бунсэй

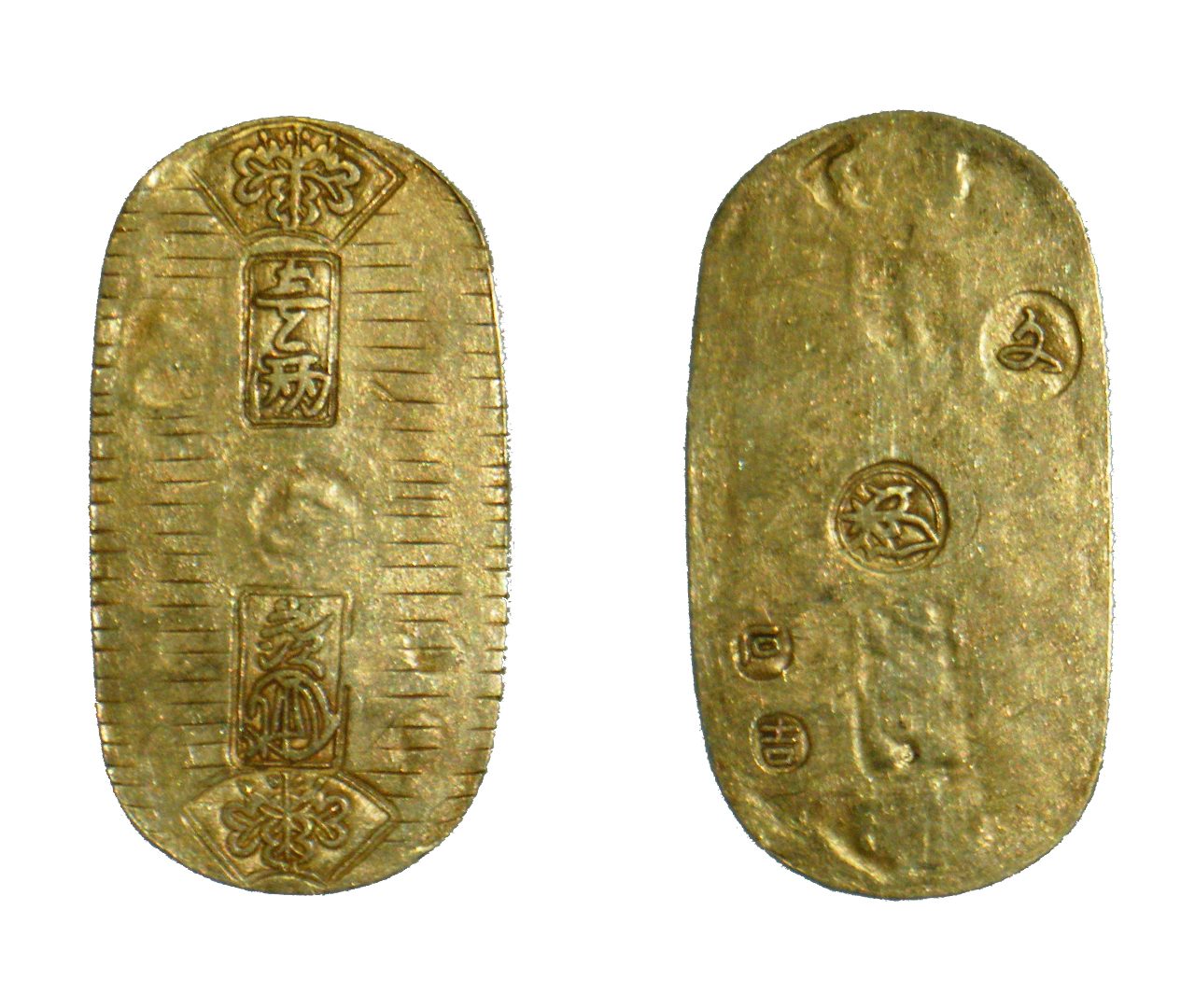
Золотые монеты годов Бунсэй

Бунсэй (яп. 文政 бунсэй, Правление искусства) — девиз правления (нэнго) японского императора Нинко, использовавшийся с 1818 по 1830 год.

## Продолжительность
Начало и конец эры:
- 22-й день 4-й луны 15-го года Бунка (по григорианскому календарю — 26 мая 1818);
- 10-й день 12-й луны 13-го года Бунсэй (по григорианскому календарю — 23 января 1831).

## Происхождение
Название нэнго было заимствовано из следующего отрывка древнекитайского сочинения Шу цзин:

Читая небесные знаки, [император] Шунь объединяет все «Семь светил»
Оригинальный текст (кит.)舜察天文、斉七政

Пояснение: «Семь руководящих», «Семь светил» или «Семь сияний» (кит. 七政, пиньинь Qī zhèng, палл. Ци чжэн, также кит. 七曜, пиньинь Qī yào, палл. Ци яо) — в китайской астрологии так назывались семь звезд Северного Ковша (Большой Медведицы), а также Солнце, Луна и пять планет — Венера, Юпитер, Меркурий, Марс и Сатурн.

## События
- 1819 год (18-й день 7-й луны 2-го года Бунсэй) — выпуск золотых монет годов Бунсэй (яп. 文政小判 бунсэй кобан);
- 1820 год (3-й год Бунсэй) — выпуск серебряных монет годов Бунсэй (яп. 文政丁銀 бунсэй тёгин);
- 1822 год (5-й год Бунсэй) — в Эдо зарегистрированы 150 подземных толчков в течение трех дней[8];
- 11 августа 1823 года (6-й день 7-й луны 6-го года Бунсэй) — в качестве врача в голландскую факторию на Дэдзиме прибыл немецкий естествоиспытатель Филипп Франц фон Зибольд, который станет известен как выдающийся исследователь Японии[9];
- 13 августа 1830 года (25-го дня 6-й луны 13-го года Бунсэй) — землетрясение в городе Киото (35°00′00″ с. ш. 136°00′00″ в. д.HGЯO)[10];

## Сравнительная таблица
Ниже представлена таблица соответствия японского традиционного и европейского летосчисления. В скобках к номеру года японской эры указано название соответствующего года из 60-летнего цикла китайской системы гань-чжи. Японские месяцы традиционно названы лунами.
| 1-й год Бунсэй (Земляной Тигр)        | 1-я луна        | 2-я луна               | 3-я луна* | 4-я луна               | 5-я луна*              | 6-я луна  | 7-я луна               | 8-я луна*   | 9-я луна               | 10-я луна* | 11-я луна* | 12-я луна     |                |
| ------------------------------------- | --------------- | ---------------------- | --------- | ---------------------- | ---------------------- | --------- | ---------------------- | ----------- | ---------------------- | ---------- | ---------- | ------------- | -------------- |
| Григорианский календарь               | 5 февраля 1818  | 7 марта                | 6 апреля  | 5 мая                  | 4 июня                 | 3 июля    | 2 августа              | 1 сентября  | 30 сентября            | 30 октября | 28 ноября  | 27 декабря    |                |
| Юлианский календарь                   | 24 января 1818  | 23 февраля             | 25 марта  | 23 апреля              | 23 мая                 | 21 июня   | 21 июля                | 20 августа  | 18 сентября            | 18 октября | 16 ноября  | 15 декабря    |                |
| 2-й год Бунсэй (Земляной Кролик)      | 1-я луна*       | 2-я луна               | 3-я луна* | 4-я луна               | 4-я луна* (високосная) | 5-я луна  | 6-я луна               | 7-я луна*   | 8-я луна               | 9-я луна   | 10-я луна* | 11-я луна     | 12-я луна*     |
| Григорианский календарь               | 26 января 1819  | 24 февраля             | 26 марта  | 24 апреля              | 24 мая                 | 22 июня   | 22 июля                | 21 августа  | 19 сентября            | 19 октября | 18 ноября  | 17 декабря    | 16 января 1820 |
| Юлианский календарь                   | 14 января 1819  | 12 февраля             | 14 марта  | 12 апреля              | 12 мая                 | 10 июня   | 10 июля                | 9 августа   | 7 сентября             | 7 октября  | 6 ноября   | 5 декабря     | 4 января 1820  |
| 3-й год Бунсэй (Металлический Дракон) | 1-я луна*       | 2-я луна               | 3-я луна* | 4-я луна               | 5-я луна*              | 6-я луна  | 7-я луна*              | 8-я луна    | 9-я луна               | 10-я луна  | 11-я луна* | 12-я луна     |                |
| Григорианский календарь               | 14 февраля 1820 | 14 марта               | 13 апреля | 12 мая                 | 11 июня                | 10 июля   | 9 августа              | 7 сентября  | 7 октября              | 6 ноября   | 6 декабря  | 4 января 1821 |                |
| Юлианский календарь                   | 2 февраля 1820  | 2 марта                | 1 апреля  | 30 апреля              | 30 мая                 | 28 июня   | 28 июля                | 26 августа  | 25 сентября            | 25 октября | 24 ноября  | 23 декабря    |                |
| 4-й год Бунсэй (Металлическая Змея)   | 1-я луна*       | 2-я луна               | 3-я луна* | 4-я луна*              | 5-я луна               | 6-я луна* | 7-я луна               | 8-я луна*   | 9-я луна               | 10-я луна  | 11-я луна* | 12-я луна     |                |
| Григорианский календарь               | 3 февраля 1821  | 4 марта                | 3 апреля  | 2 мая                  | 31 мая                 | 30 июня   | 29 июля                | 28 августа  | 26 сентября            | 26 октября | 25 ноября  | 24 декабря    |                |
| Юлианский календарь                   | 22 января 1821  | 20 февраля             | 22 марта  | 20 апреля              | 19 мая                 | 18 июня   | 17 июля                | 16 августа  | 14 сентября            | 14 октября | 13 ноября  | 12 декабря    |                |
| 5-й год Бунсэй (Водяная Лошадь)       | 1-я луна        | 1-я луна* (високосная) | 2-я луна  | 3-я луна*              | 4-я луна*              | 5-я луна* | 6-я луна               | 7-я луна*   | 8-я луна               | 9-я луна   | 10-я луна* | 11-я луна     | 12-я луна      |
| Григорианский календарь               | 23 января 1822  | 22 февраля             | 23 марта  | 22 апреля              | 21 мая                 | 19 июня   | 18 июля                | 17 августа  | 15 сентября            | 15 октября | 14 ноября  | 13 декабря    | 12 января 1823 |
| Юлианский календарь                   | 11 января 1822  | 10 февраля             | 11 марта  | 10 апреля              | 9 мая                  | 7 июня    | 6 июля                 | 5 августа   | 3 сентября             | 3 октября  | 2 ноября   | 1 декабря     | 31 декабря     |
| 6-й год Бунсэй (Водяная Коза)         | 1-я луна        | 2-я луна*              | 3-я луна  | 4-я луна*              | 5-я луна*              | 6-я луна* | 7-я луна               | 8-я луна*   | 9-я луна               | 10-я луна* | 11-я луна  | 12-я луна     |                |
| Григорианский календарь               | 11 февраля 1823 | 13 марта               | 11 апреля | 11 мая                 | 9 июня                 | 8 июля    | 6 августа              | 5 сентября  | 4 октября              | 3 ноября   | 2 декабря  | 1 января 1824 |                |
| Юлианский календарь                   | 30 января 1823  | 1 марта                | 30 марта  | 29 апреля              | 28 мая                 | 26 июня   | 25 июля                | 24 августа  | 22 сентября            | 22 октября | 20 ноября  | 20 декабря    |                |
| 7-й год Бунсэй (Деревянная Обезьяна)  | 1-я луна        | 2-я луна               | 3-я луна* | 4-я луна*              | 5-я луна               | 6-я луна* | 7-я луна*              | 8-я луна    | 8-я луна* (високосная) | 9-я луна   | 10-я луна* | 11-я луна     | 12-я луна      |
| Григорианский календарь               | 31 января 1824  | 1 марта                | 31 марта  | 29 апреля              | 28 мая                 | 27 июня   | 26 июля                | 24 августа  | 23 сентября            | 22 октября | 21 ноября  | 20 декабря    | 19 января 1825 |
| Юлианский календарь                   | 19 января 1824  | 18 февраля             | 19 марта  | 17 апреля              | 16 мая                 | 15 июня   | 14 июля                | 12 августа  | 11 сентября            | 10 октября | 9 ноября   | 8 декабря     | 7 января 1825  |
| 8-й год Бунсэй (Деревянный Петух)     | 1-я луна        | 2-я луна*              | 3-я луна  | 4-я луна*              | 5-я луна               | 6-я луна* | 7-я луна               | 8-я луна*   | 9-я луна*              | 10-я луна  | 11-я луна* | 12-я луна     |                |
| Григорианский календарь               | 18 февраля 1825 | 20 марта               | 18 апреля | 18 мая                 | 16 июня                | 16 июля   | 14 августа             | 13 сентября | 12 октября             | 10 ноября  | 10 декабря | 8 января 1826 |                |
| Юлианский календарь                   | 6 февраля 1825  | 8 марта                | 6 апреля  | 6 мая                  | 4 июня                 | 4 июля    | 2 августа              | 1 сентября  | 30 сентября            | 29 октября | 28 ноября  | 27 декабря    |                |
| 9-й год Бунсэй (Огненная Собака)      | 1-я луна        | 2-я луна*              | 3-я луна  | 4-я луна               | 5-я луна*              | 6-я луна  | 7-я луна*              | 8-я луна    | 9-я луна*              | 10-я луна* | 11-я луна  | 12-я луна*    |                |
| Григорианский календарь               | 7 февраля 1826  | 9 марта                | 7 апреля  | 7 мая                  | 6 июня                 | 5 июля    | 4 августа              | 2 сентября  | 2 октября              | 31 октября | 29 ноября  | 29 декабря    |                |
| Юлианский календарь                   | 26 января 1826  | 25 февраля             | 26 марта  | 25 апреля              | 25 мая                 | 23 июня   | 23 июля                | 21 августа  | 20 сентября            | 19 октября | 17 ноября  | 17 декабря    |                |
| 10-й год Бунсэй (Огненная Свинья)     | 1-я луна        | 2-я луна*              | 3-я луна  | 4-я луна               | 5-я луна*              | 6-я луна  | 6-я луна* (високосная) | 7-я луна    | 8-я луна               | 9-я луна*  | 10-я луна* | 11-я луна     | 12-я луна*     |
| Григорианский календарь               | 27 января 1827  | 26 февраля             | 27 марта  | 26 апреля              | 26 мая                 | 24 июня   | 24 июля                | 22 августа  | 21 сентября            | 21 октября | 19 ноября  | 18 декабря    | 17 января 1828 |
| Юлианский календарь                   | 15 января 1827  | 14 февраля             | 15 марта  | 14 апреля              | 14 мая                 | 12 июня   | 12 июля                | 10 августа  | 9 сентября             | 9 октября  | 7 ноября   | 6 декабря     | 5 января 1828  |
| 11-й год Бунсэй (Земляная Крыса)      | 1-я луна        | 2-я луна*              | 3-я луна  | 4-я луна*              | 5-я луна               | 6-я луна  | 7-я луна*              | 8-я луна    | 9-я луна*              | 10-я луна  | 11-я луна  | 12-я луна*    |                |
| Григорианский календарь               | 15 февраля 1828 | 16 марта               | 14 апреля | 14 мая                 | 12 июня                | 12 июля   | 11 августа             | 9 сентября  | 9 октября              | 7 ноября   | 7 декабря  | 6 января 1829 |                |
| Юлианский календарь                   | 3 февраля 1828  | 4 марта                | 2 апреля  | 2 мая                  | 31 мая                 | 30 июня   | 30 июля                | 28 августа  | 27 сентября            | 26 октября | 25 ноября  | 25 декабря    |                |
| 12-й год Бунсэй (Земляной Бык)        | 1-я луна*       | 2-я луна               | 3-я луна* | 4-я луна               | 5-я луна*              | 6-я луна  | 7-я луна*              | 8-я луна    | 9-я луна               | 10-я луна* | 11-я луна  | 12-я луна     |                |
| Григорианский календарь               | 4 февраля 1829  | 5 марта                | 4 апреля  | 3 мая                  | 2 июня                 | 1 июля    | 31 июля                | 29 августа  | 28 сентября            | 28 октября | 26 ноября  | 26 декабря    |                |
| Юлианский календарь                   | 23 января 1829  | 21 февраля             | 23 марта  | 21 апреля              | 21 мая                 | 19 июня   | 19 июля                | 17 августа  | 16 сентября            | 16 октября | 14 ноября  | 14 декабря    |                |
| 13-й год Бунсэй (Металлический Тигр)  | 1-я луна*       | 2-я луна*              | 3-я луна  | 3-я луна* (високосная) | 4-я луна               | 5-я луна* | 6-я луна*              | 7-я луна    | 8-я луна               | 9-я луна*  | 10-я луна  | 11-я луна     | 12-я луна      |
| Григорианский календарь               | 25 января 1830  | 23 февраля             | 24 марта  | 23 апреля              | 22 мая                 | 21 июня   | 20 июля                | 18 августа  | 17 сентября            | 17 октября | 15 ноября  | 15 декабря    | 14 января 1831 |
| Юлианский календарь                   | 13 января 1830  | 11 февраля             | 12 марта  | 11 апреля              | 10 мая                 | 9 июня    | 8 июля                 | 6 августа   | 5 сентября             | 5 октября  | 3 ноября   | 3 декабря     | 2 января 1831  |

* звёздочкой отмечены короткие месяцы (луны) продолжительностью 29 дней. Остальные месяцы длятся 30 дней.